# Sibusiso Vilakazi
Sibusiso Vilakazi est un footballeur international sud-africain né le 29 décembre 1989 à Soweto. Il évolue au poste de milieu offensif à Mamelodi Sundowns.

## Biographie

### En club

#### Bidvest Wits
Formé à Bidvest Wits, il y commence sa carrière professionnelle lors de la saison 2009-2010. Il fait ses débuts le 13 septembre 2009 contre l'Ajax Cape Town (1-1). Il marque son premier but le 7 novembre lors d'une défaite 3-1 contre Platinum Stars. Lors de cette saison, il remporte la Coupe d'Afrique du Sud contre AmaZulu (3-0). Il devient rapidement un élément important de l'effectif.
En décembre 2011, il atteint la finale du Telkom Knockout mais l'équipe s'incline 3-1 contre Orlando Pirates. 
À partir de la saison 2013-2014, il est désigné capitaine. Lors de sa dernière saison au club (2015-2016), il atteint la deuxième place du classement.

#### Mamelodi Sundowns
Le 24 juillet 2016, il s'engage avec Mamelodi Sundowns. Il marque dès ses débuts, le 28 août 2016, en MTN 8 face à Supersport United (victoire 3-1). Il atteint la finale et s'incline 3-0 face à son ancien club Bidvest Wits. Lors de cette saison, il participe à la Coupe du monde des clubs et joue ses premières minutes en Ligue des Champions de la CAF. Il remporte également la  Supercoupe de la CAF face au TP Mazembe (1-0).
Lors de la saison 2017-2018, il soulève pour la première fois le titre de champion. Il est à nouveau sacré la saison suivante.
En décembre 2019, il remporte pour la première fois le Telkom Knockout, face à Maritzburg United (2-1).

### En sélection
Il honore sa première sélection en équipe d'Afrique du Sud le 11 octobre 2013, en amical contre le Maroc (1-1). 
En 2014, il participe au Championnat d'Afrique des nations.
Le 5 septembre 2014, il inscrit un doublé face au Soudan lors des qualifications à la Coupe d'Afrique des nations 2015 (victoire 3-0).
Il est ensuite sélectionné pour la Coupe d'Afrique des nations 2015 et la Coupe d'Afrique des nations 2019.

#### Buts en sélection
| N° | Date             | Lieu                                      | Adversaire   | Score | Résultat | Compétition                                                        |
| -- | ---------------- | ----------------------------------------- | ------------ | ----- | -------- | ------------------------------------------------------------------ |
| 1. | 5 septembre 2014 | Al Merreikh Stadium, Omdourman, Soudan    | Soudan       | 1–0   | 3-0      | Qualifications à la Coupe d'Afrique des nations de football 2015   |
| 2. | 5 septembre 2014 | Al Merreikh Stadium, Omdourman, Soudan    | Soudan       | 2–0   | 3-0      | Qualifications à la Coupe d'Afrique des nations de football 2015   |
| 3. | 7 octobre 2017   | FNB Stadium, Johannesburg, Afrique du Sud | Burkina Faso | 3–0   | 3-1      | Éliminatoires de la Coupe du monde de football 2018 : zone Afrique |

## Palmarès

### En club

#### Bidvest Wits
- Absa Premiership
  - Vice-champion : 2015-2016
- Coupe d'Afrique du Sud
  - Vainqueur : 2009-2010
- Telkom Knockout
  - Finaliste : 2011

#### Mamelodi Sundowns
- Supercoupe de la CAF
  - Vainqueur : 2017
- Absa Premiership
  - Champion : 2017-2018 et 2018-2019
  - Vice-champion : 2016-2017
- Telkom Knockout
  - Vainqueur : 2019
- MTN 8
  - Finaliste : 2016

### Distinctions
- Figure dans l’équipe type de la Coupe d'Afrique des nations 2015[12]